# Björn Westerlund
Björn Georg Wilhelm Westerlund, född den 27 januari 1912 i Hannover, Tyskland, död den 11 mars 2009 i Helsingfors, Finland, var en finländsk industriman och företagsledare, koncernchef för Nokia 1967–1977.
Björn Westerlund växte upp i en industrifamilj som son till bergsrådet Karl Torsten Westerlund och Elisabeth Köppel. Fadern var VD för Finska Gummifabriks Ab. Björn Westerlund blev chef för Finska Kabelfabriken Ab 1956 och vid sammanslagningen av de tre Nokiabolagen Finska Gummifabriken Ab, Finska Kabelfabriken Ab och Nokia Ab till Nokia 1967 utsågs han till VD. Westerlund var den som tog beslutet om satsningen på en elektronikavdelningen inom dåvarande Finska kabel 1960, det som senare utvecklades till Nokias mobiltelefontillverkning. Han efterträddes som Nokia-chef av Kari Kairamo. Westerlund tilldelades titeln bergsråd 1962.